# Cuevas de Lauricocha

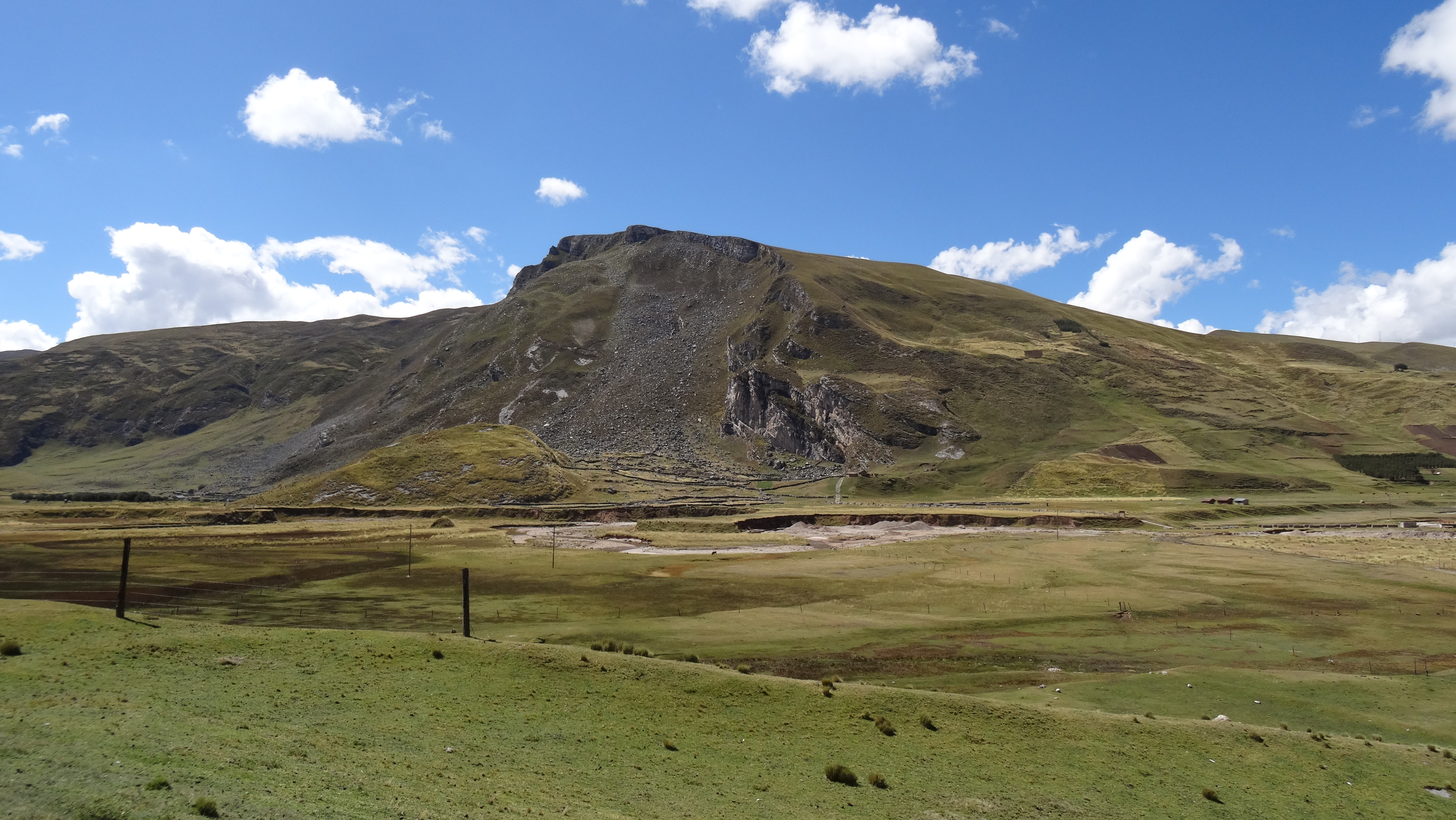
Cerro Wagratacanan, donde se ubica la cueva de Lauricocha.

Las cuevas de Lauricocha se ubican en la localidad peruana de Huánuco, a la altura de 3900 metros sobre el nivel del mar, cerca del nacimiento del río Marañón. En estas cuevas se han localizado cantidad de restos dejados por el Hombre de Lauricocha y también muestra que fueron grupos de cazadores recolectores, con dataciones de 9525 a. C.
El investigador peruano Augusto Cardich encontró restos en estas cuevas correspondiendo a once cuerpos humanos de adultos y niños. Uno de los cráneos que hallaron está, aparentemente, deformado artificialmente. También se encontraron una serie de instrumentos de piedra, además de huesos de cérvidos, camélidos y tarucas andinas.
Las paredes muestran pinturas rupestres.
Las cuevas fueron declaradas Patrimonio Cultural de la Nación el 11 de agosto de 2004.